# Enrico Zaina
Enrico Zaina (nacido el 27 de septiembre de 1967 en Brescia) fue un ciclista italiano, profesional entre los años 1989 y 2000, durante los cuales logró 6 victorias.
Tuvo su gran año en 1996, en el cual finalizó 2.º en el Giro de Italia, además de lograr dos triunfos de etapa.

## Palmarés
1992
- 1 etapa de la Vuelta a España

1993
- Settimana Ciclistica Lombarda

1995
- 1 etapa del Giro de Italia

1996
- 2.º en el Giro de Italia, más 2 etapas

1999
- 1 etapa de la Settimana Ciclistica Lombarda

## Resultados en las grandes vueltas
| Carrera         | 1989 | 1990 | 1991 | 1992 | 1993 | 1994 | 1995 | 1996 | 1997 | 1998 | 1999 | 2000 |
| --------------- | ---- | ---- | ---- | ---- | ---- | ---- | ---- | ---- | ---- | ---- | ---- | ---- |
| Giro de Italia  | -    | 16.º | 45.º | 28.º | 16.º | 26.º | 7.º  | 2.º  | Ab.  | Ab.  | Ab.  | Ab.  |
| Tour de Francia | -    | -    | 93.º | -    | -    | 39.º | 42.º | Ab.  | -    | -    | -    | 38.º |
| Vuelta a España | Ab.  | -    | -    | 53.º | 39.º | -    | -    | -    | 4.º  | -    | -    | -    |

-: no participa

Ab.: abandono